# Departamento Los Huemules
Los Huemules fue un departamento de la Zona Militar de Comodoro Rivadavia, Argentina, existente entre 1944 y 1955.
El departamento tenía una superficie de aproximadamente 2775 kilómetros cuadrados y su nombre se debía al río homónimo, afluente del río Simpson. Su cabecera era Lago Blanco. Limitaba al norte con el departamento Alto Río Mayo, al oeste con Chile, al sur con el departamento Lago Buenos Aires y al este con el departamento Río Mayo.
En el censo de 1947 tenía una población de 555 habitantes (el menos poblado del territorio), todos ellos registrados como población rural, de los cuales eran 329 hombres y 226 mujeres.
Desde 1955 forma parte del departamento Río Senguer de la provincia del Chubut.

## Toponimia
Toma su nombre del mamífero cérvido Huemul  autóctono patagónico. A su vez su nombre recuerda a la fallida colonia Valle Huemules. La misma estuvo compuesta por familias rusas, lituanas y polacas. El contingente colono intentó en 1898 asentarse y conformar un poblado en el fértil valle de Huemules. Sin embargo, la poca preparación para iniciar el poblado y dos fuertes inviernos terminó dispersando a los colonos hacia las localidades existentes que abandonaron el poblado sin dejar rastro para 1899.

## Localidades
- Lago Blanco
- Paso Huemules
- Río Guenguel
- Valle Huemules
- Las Margaritas
- El Triana